# DJ Aligator
Aliasghar Movasat (în persană علی‌اصغر مواساط; n. 10 martie 1975) cunoscut după numele de scenă DJ Aligator, este un DJ și producător de muzică electronică iraniano-danez.
Single-ul său The Whistle Song de pe albumul de debut Payback Time a ajuns pe poziția #5 în topurile muzicale britanice în ianuarie 2002, după care el l-a interpretat și la Top of the Pops pe BBC Television. Piesa a fost de patru ori certificată cu platină pentru succesul său la capitolul vânzări în Danemarca în anul 2000, ajungând pe poziția #1 în Danish Singles Chart și Danish Dance Chart, înainte de lansarea sa pe plan internațional în anul 2002.

## Discografie

### Albume de studio
| Titlu                    | Detalii                                                                                | Poziții în topuri | Poziții în topuri |
| Titlu                    | Detalii                                                                                | DEN               | SWE               |
| ------------------------ | -------------------------------------------------------------------------------------- | ----------------- | ----------------- |
| Payback Time             | - Data lansării: 2000 - Label: FLEX Records - Formate: CD                              | 17                | 31                |
| The Sound of Scandinavia | - Data lansării: May 2002 - Label: EMI Records - Formate: CD                           | 3                 | —                 |
| Music is My Language     | - Data lansării: 18 April 2005 - Label: EMI Records - Formate: CD                      | 39                | —                 |
| Kiss My B-ass            | - Data lansării: 28 august 2009 - Label: Gator Records - Formate: CD, Music download   | 33                | —                 |
| Next Level               | - Data lansării: 19 November 2012 - Label: Gator Records - Formate: CD, Music download | —                 | —                 |

### Single-uri
| An   | Single                                                          | Poziții în topuri | Poziții în topuri | Poziții în topuri | Poziții în topuri | Poziții în topuri | Poziții în topuri | Poziții în topuri | Certificări | Album                    |
| An   | Single                                                          | DEN               | FIN               | IRE               | NED               | NOR               | SWE               | UK                | Certificări | Album                    |
| ---- | --------------------------------------------------------------- | ----------------- | ----------------- | ----------------- | ----------------- | ----------------- | ----------------- | ----------------- | ----------- | ------------------------ |
| 2000 | "The Whistle Song"                                              | 1                 | —                 | 5                 | 54                | 1                 | 10                | 5                 |             | Payback Time             |
| 2000 | "Lollipop"                                                      | 1                 | —                 | 18                | —                 | 9                 | 8                 | —                 |             | Payback Time             |
| 2000 | "Turn Up the Music"                                             | 4                 | —                 | 78                | —                 | —                 | 49                | —                 |             | Payback Time             |
| 2001 | "Doggy Style"                                                   | 10                | —                 | —                 | —                 | —                 | 44                | —                 |             | Payback Time             |
| 2001 | "Temple of India"                                               | —                 | —                 | —                 | —                 | —                 | —                 | —                 |             | Payback Time             |
| 2002 | "Stomp!"                                                        | 1                 | 1                 | —                 | 2                 | —                 | —                 | —                 |             | The Sound of Scandinavia |
| 2002 | "I Like to Move It" (feat. Dr. Alban)                           | 2                 | —                 | —                 | —                 | —                 | —                 | —                 |             | The Sound of Scandinavia |
| 2002 | "Mosquito"                                                      | —                 | —                 | —                 | —                 | —                 | —                 | —                 |             | The Sound of Scandinavia |
| 2002 | "Dreams" (feat. Christina Undhjem)                              | 15                | —                 | —                 | —                 | —                 | —                 | —                 |             | The Sound of Scandinavia |
| 2004 | "Davaj Davaj" (feat. MC Vspishkin)                              | 7                 | —                 | —                 | —                 | —                 | —                 | —                 |             | The Sound of Scandinavia |
| 2005 | "Music is My Language" (feat. Arash)                            | 11                | —                 | —                 | —                 | —                 | —                 | —                 |             | The Sound of Scandinavia |
| 2005 | "Protect Your Ears"                                             | 4                 | 16                | —                 | —                 | —                 | —                 | —                 |             | The Sound of Scandinavia |
| 2006 | "Countdown"                                                     | —                 | —                 | —                 | —                 | —                 | —                 | —                 |             | The Sound of Scandinavia |
| 2007 | "Meet Her at the Lover Parade 2007"                             | —                 | —                 | —                 | —                 | —                 | —                 | —                 |             | doar single              |
| 2008 | "KAOS"                                                          | —                 | —                 | —                 | —                 | —                 | —                 | —                 |             | Kiss My B-ass            |
| 2009 | "Calling You"                                                   | —                 | 15                | —                 | —                 | —                 | —                 | —                 |             | Kiss My B-ass            |
| 2009 | "Shine" (feat. Heidi Degn)                                      | —                 | —                 | —                 | —                 | —                 | —                 | —                 |             | Kiss My B-ass            |
| 2010 | "Gi' det til dig" (feat. Jinks)                                 | —                 | —                 | —                 | —                 | —                 | —                 | —                 |             | doar single              |
| 2011 | "Starting Over"                                                 | —                 | —                 | —                 | —                 | —                 | —                 | —                 |             | Next Level               |
| 2011 | "Trash the Club" (feat. Al Agami & Yas)                         | —                 | —                 | —                 | —                 | —                 | —                 | —                 |             | Next Level               |
| 2012 | "The Perfect Match" (with Daniel Kandi featuring Julie Rugaard) | —                 | —                 | —                 | —                 | —                 | —                 | —                 |             | Next Level               |
| 2012 | "Moments of Life" (feat. Alexander Popov)                       | —                 | —                 | —                 | —                 | —                 | —                 | —                 |             | Next Level               |
| 2012 | "Be With You" (feat. Sarah West)                                | —                 | —                 | —                 | —                 | —                 | —                 | —                 |             | Next Level               |
| 2014 | "Fist Pump"                                                     | —                 | —                 | —                 | —                 | —                 | —                 | —                 |             |                          |